# Tokary (gromada w powiecie krasnostawskim)
Tokary – dawna gromada, czyli najmniejsza jednostka podziału terytorialnego Polskiej Rzeczypospolitej Ludowej w latach 1954–1972.
Gromady, z gromadzkimi radami narodowymi (GRN) jako organami władzy najniższego stopnia na wsi, funkcjonowały od reformy reorganizującej administrację wiejską przeprowadzonej jesienią 1954 do momentu ich zniesienia z dniem 1 stycznia 1973, tym samym wypierając organizację gminną w latach 1954–1972.
Gromadę Tokary z siedzibą GRN w Tokarach utworzono – jako jedną z 8759 gromad na obszarze Polski – w powiecie krasnostawskim w woj. lubelskim na mocy uchwały nr 9 WRN w Lublinie z dnia 5 października 1954. W skład jednostki wszedł obszar dotychczasowej gromady Tokary ze zniesionej gminy Turobin w powiecie krasnostawskim oraz obszar dotychczasowej gromady Otrocz wraz z miejscowością Dalekowice z dotychczasowej gromady Chrzanów IV ze zniesionej gminy Chrzanów w powiecie kraśnickim w tymże województwie. Dla gromady ustalono 19 członków gromadzkiej rady narodowej.
1 stycznia 1958 z gromady Tokary wyłączono: a) wieś Tokary, włączając ją do gromady Gródki w powiecie krasnostawskim oraz b) wieś Otrocz i kolonię Otrocz, włączając je do gromady Chrzanów w powiecie janowskim w tymże województwie, po czym gromadę Tokary zniesiono, włączają jej (pozostały) obszar do gromady Gródki w powiecie krasnostawskim.